# Boží muka (Neděliště)
Boží muka se nalézají u hřbitova jižně od obce Neděliště v okrese Hradec Králové. Barokní pískovcová boží muka z roku 1712 od neznámého autora jsou chráněna jako kulturní památka ČR. Národní památkový ústav tato boží muka uvádí v katalogu památek pod rejstříkovým číslem ÚSKP 20817/6-657.

## Historie
Boží muka byla postavena roku 1712 jako dík za odvrácení morové epidemie. Původně stávala na jiném místě hřbitova. V roce 1886 byla boží muka rozebrána a roku 1893 zase postavena na současném místě. Tehdy k nim byl hořickou sochařskou a kamenickou školou přidělán kulatý toskánský sloup, neboť původně byla jen nízká bez sloupu.

## Popis
Na mohutném čtvercovém podstavci stojí hranolový sokl s drobnější patkou a římsou. V přední stěně soklu se nalézá nápis: Sloup tento postaven roku 1712 na památku odvrácení moru. 1893 odbornou školou v Hořicích opraveno znovu. 
Na římse soklu stojí štíhlý toskánský sloup o kruhovém půdorysu zakončený hranolovou kapličkou s drobnou římsou a komolým jehlanem s kovovým křížkem. Na třech stěnách kapličky jsou vytesány  reliéfy Krista na kříži, Panny Marie a svaté Rozálie, na čtvrté stěně je nápis: Mor.padem Mateg Buzek 1712.

## Galerie

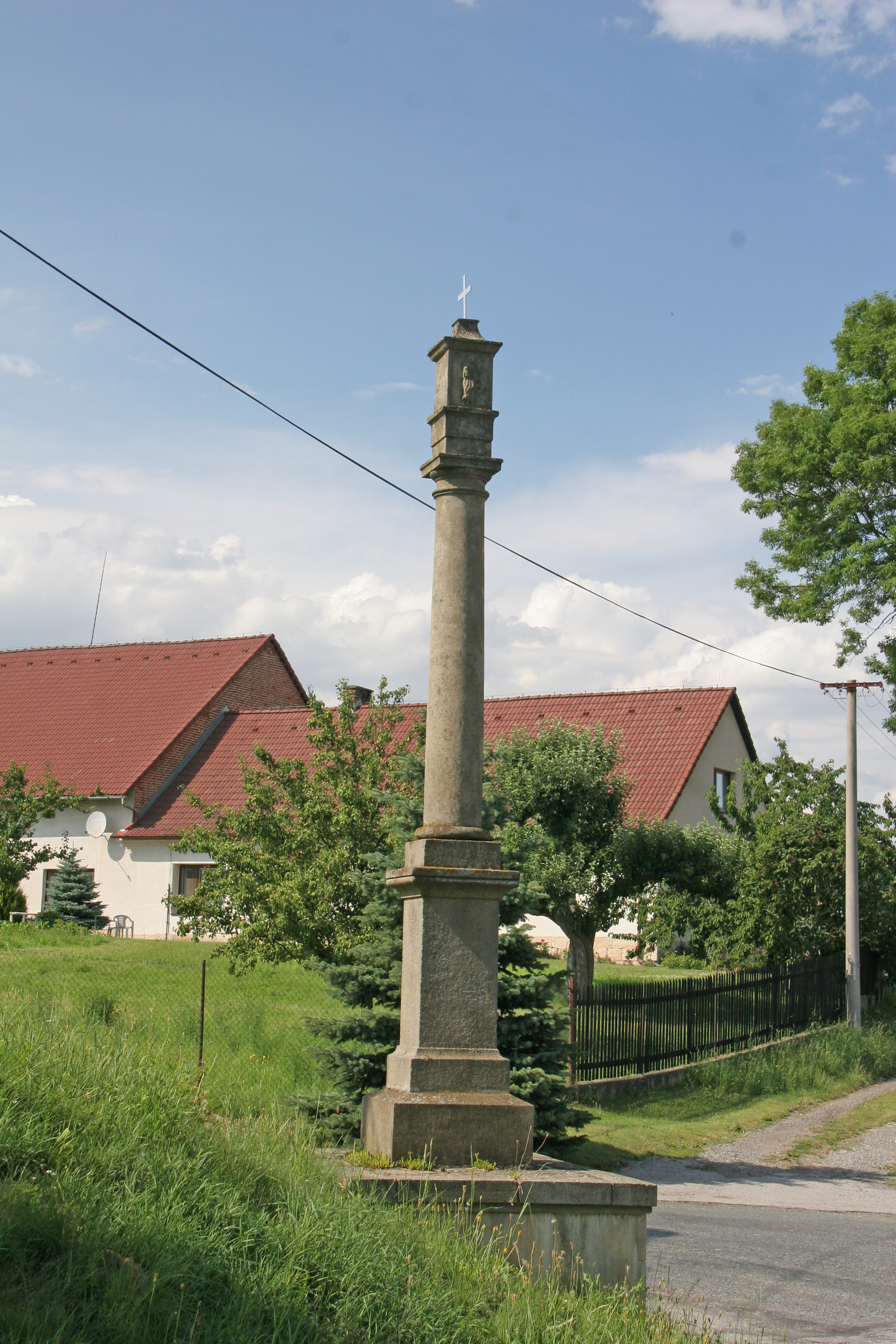
Boží muka u hřbitova v Nedělišti